# Zhuge Jin
Zhūgé Jǐn (chinesisch 諸葛瑾 / 诸葛瑾), auch Ziyu (chinesisch 子瑜) (* 174; † 241), war ein Minister des Wu-Reiches während der Zeit der drei Reiche im alten China. Er war der ältere Bruder des berühmten Shu-Han-Strategen Zhuge Liang.
Zhuge Jin genoss großes Vertrauen von Sun Quan. Sein wichtigster Beitrag war die Beruhigung der Beziehungen zwischen Shu und Wu. Sein Sohn Zhuge Ke folgte ihm nach und wurde ein großer Wu-General, versagte aber später als Regent, was die Zerstörung der Zhuge-Sippe zur Folge hatte.